# Kitamoto
Kitamoto (北本市?, Kitamoto-shi) è una città giapponese della prefettura di Saitama.